# Stefanie Reinsperger
Stefanie Reinsperger, née le 30 janvier 1988 à Baden, près de Vienne (Autriche), est une actrice de cinéma et de théâtre autrichienne.

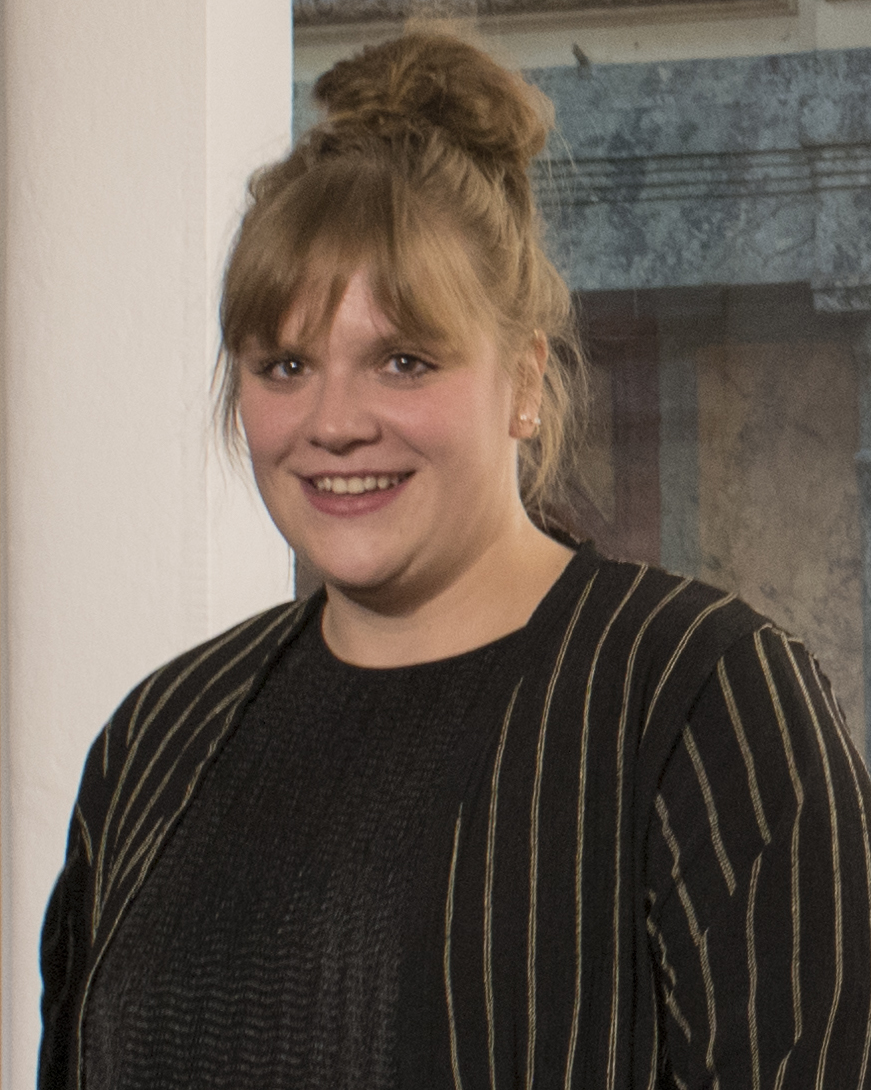
Stéfanie Reinsperger (2019).

Elle est membre du Berliner Ensemble depuis 2017.

## Biographie
Stefanie Reinsperger grandit en partie à Londres, où son père travaille pour le ministère autrichien des Affaires étrangères. Diplômée de la Vienna Business School Mödling (de), elle complète sa formation au Vienne Max Reinhardt Seminar dont elle est diplômée en juin 2011. Avant cela, elle joue le tient le Sunshine Doré dans Harold et Maude au Vienna Volkstheater et est engagée immédiatement au Théâtre de Düsseldorf où elle enchaîne quelques rôles principaux, comme Médée ou Barbarine dans le Figaro de Pierre-Augustin Caron de Beaumarchais, Effie dans Klaus und Erika ou Eve dans la comédie de Heinrich von Kleist La Cruche cassée.
Au cours de la saison 2015/2016, elle est affiliée au Volkstheater,. À l'été 2017 et 2018, elle joue le rôle de l'amant dans Jedermann d'Hugo von Hofmannsthal au Festival de Salzbourg,. Pour la saison 2017/2018, elle passe du Volkstheater au Berliner Ensemble et joue la femme de chambre Grusche Vachnadze le 22 septembre 2017 lors de la première du Cercle de craie caucasien de Bertolt Brecht .
En juillet 2020, WDR informe la presse que Stefanie Reinsperger, en tant qu'inspecteur en chef Rosa Herzog, renforcerait l'équipe d'enquête Faber et Bönisch sur les lieux du crime de Dortmund dans Tatort, en remplacement d'Aylin Tezel.
En 2022, elle publie son premier livre, Ganz schön wütend, sur ses expériences pas toujours positives dans sa vie d'actrice et sur les hostilités à propos de son apparence.

## Théâtre (sélection)
- 2016 : Médée, Volkstheater
- 2017/2018 : Jedermann, Festival de Salzbourg
- 2017 : Le Cercle de craie caucasien, Berliner Ensemble
- 2017 : Les Misérables, Berliner Ensemble
- 2019 : Baal, Berliner Ensemble

## Filmographie partielle

### Au cinéma
- 2010 : Die Hummel (cy) : Moni  (comme Stefanie Reisperger)
- 2011 : Wie man leben soll (de) : Claudia  (comme Steffi Reinsperger)
- 2011 : Janek (de)  (court métrage)
- 2015 : Kurz Sebastian sein  (court métrage)
- 2015 : Chucks (de) : Tamara
- 2017 : Mademoiselle Paradis (Licht) de Barbara Albert : Johanna, la cuisinière
- 2020 : Licht - Die ganze Welt ist Bühne : Melli Reimer (court métrage)
- 2022 : Guglhupfgeschwader (de) : Theresa
- 2022 : Mermaids Don't Cry (de) : Annika
- 2022 : Kalb : Franziska (court métrage)

### À la télévision
- 2010 : Les Contes de Grimm : Cendrillon (Aschenputtel) de Susanne Zanke : Magd Liese (ZDF, téléfilm)
- 2012 : Braunschlag : Polizistin Gerti (ORF, série télévisée en 8 épisodes)
- 2016 : Landkrimi (épisode Drachenjungfrau)
- 2017 : Schnell ermittelt : Alice Leutgeb
- 2019 : Tatort (épisode Borowski und das Glück der Anderen)
- 2019 : Landkrimi (épisode Das dunkle Paradies (de)) : Franziska Heilmayr
- 2019 : Marie-Thérèse d'Autriche : Marie-Thérèse d'Autriche (série télévisée, parties 3 et 4)
- 2021 : Landkrimi (épisode Das Flammenmädchen (de)) : Franziska Heilmayr (téléfilm)
- depuis 2021 : Tatort : Rosa Herzog (voir Faber und Bönisch)
  - 2021 : Tatort (épisode Heile Welt)
  - 2021 : Tatort (épisode Masken)
  - 2022 : Tatort (épisode Gier und Angst)
  - 2022 : Tatort (épisode Liebe mich!)
  - 2022 : Tatort (épisode Du bleibst hier)
  - 2023 : Tatort (épisode Love is Pain)

## Récompenses et distinctions
- 2015 : Prix Nestroy de la meilleure actrice débutante (Bester Nachwuchs)
- Romy
  - 2020 : nomination pour le Romy de la meilleure actrice (Beliebteste Schauspielerin) pour son interprétation de Marie-Thérèse d'Autriche dans la série télévisée du même nom  
  - 2022 : Romy de la meilleure actrice dans une série (Beliebteste weiblicher Serienstar) pour Tatort

- (en) Stefanie Reinsperger: Awards, sur l'Internet Movie Database

## Littérature
- Wolfgang Kralicek, Die will nur spielen, portrait dans Theater heute, numéro de mai 2015, pp. 40–43.

## Publications
- Stefanie Reinsperger, Ganz schön wütend, Molden Verlag, Wien, 2022  (ISBN 978-3-222-15076-0).